# Siostra Hawthorne
Hawthorne (również HawthoRNe) – godzinny serial medyczny emitowany przez kanał telewizyjny TNT. W rolach głównych występują Jada Pinkett Smith i Michael Vartan. Premiera pierwszego sezonu miała miejsce 16 czerwca 2009 roku. 10 sierpnia 2009 serial ogłoszono, że powstanie sezon drugi, składający się z 10 odcinków. Pilot drugiej serii został wyemitowany 22 czerwca 2010 roku.
Serial emitowany jest w Polsce od 30 maja 2011 w AXN oraz od 5 sierpnia 2011 w Polsacie.

## Opis fabuły
Christina Hawthorne jest przełożoną pielęgniarek w szpitalu św. Trójcy w Richmond. Do swojej pracy podchodzi z wielką pasją, dbając o dobro swoich podopiecznych i podwładnych, nawet jeśli ryzykuje swoją karierą.
W Sezonie 1 zmaga się z problemami finansowymi szpitala, nastoletnią, buntowniczą córką i śmiercią męża. W pierwszym odcinku poznajemy również Bobbie Jackson, najlepszą przyjaciółkę i współpracownicę Christiny oraz dr Toma Wakefield'a, który zajmował się jej mężem, gdy ten zmagał się z ciężką chorobą.
W Sezonie 2,  szpital św. Trójcy zostaje zamknięty w wyniku niewydolności finansowej. Christina odrzuca posadę w prywatnej klinice i decyduje się przyjąć pracę w James River Hospital jako dyrektorki nadzorującej pracę pielęgniarek. James River Hospital jest ostatnią czynną placówką w rejonie i podobnie jak  szpital św. Trójcy boryka się z problemami finansowymi i niską jakością opieki nad chorymi. Christina musi poradzić sobie z problemami nie tylko pacjentów szpitala, ale także w krótkim terminie podnieść jakość opieki pielęgniarskiej, dzieląc swoje obowiązki z silną i zdecydowaną szefową izby przyjęć, która nie godzi się na proponowane zmiany i współpracę.
W międzyczasie, Tom, pod wpływem traumatycznych przeżyć związanych z wypadkiem, w którym zginął jego przyjaciel, postanawia wyznać Christinie swoje uczucia. Hawthorne uświadamia sobie, że odwzajemnia jego uczucia, ale nie jest pewna, czy potrafi się zaangażować tak bardzo, jak on tego od niej oczekuje.

## Obsada
- Jada Pinkett Smith jako Christina Hawthorne
- Michael Vartan jako dr Tom Wakefield, ordynator chirurgii
- Suleka Mathew jako Bobbi Jackson
- David Julian Hirsh jako Ray Stein
- Christina Moore jako Candy Sullivan
- Hannah Hodson jako Camille Hawthorne
- Vanessa Lengies jako Kelly Epson